# CalAmp
CalAmp là một nhà cung cấp ứng dụng phần mềm IOT, dịch vụ đám mây, dữ liệu thông minh và mạng viễn thông các sản phẩm và dịch vụ ở Irvine, California.  Công nghệ của công ty bao gồm các thiết bị điện toán tân tiến và các ứng dụng dựa trên SaaS để theo dõi và quản lý phương tiện và sản phẩm tiêu dùng từ xa.  Công ty cũng sở hữu Hệ thống phục hồi xe bị đánh cắp LoJack và cung cấp các sản phẩm quản lý xe và xe được kết nối.

## Lịch sử
CalAmp được thành lập như California Amplifier Inc tại Newbury Park, California vào năm 1981, bởi Jacob Inbar và David Nichols, người đã làm việc cùng nhau tại một bộ phận lò vi sóng của Eaton.  Công ty ban đầu đã chế tạo các bộ khuếch đại và các thiết bị khác được sử dụng để truyền tín hiệu vi sóng cho truyền hình vệ tinh và băng thông rộng.  Công ty bắt đầu giao dịch trên NASDAQ vào năm 1983.
Đến năm 1986, công ty đã chuyển đến Camarillo, California và ngừng sản xuất bộ khuếch đại cho thị trường tiêu dùng.
Năm 1999, công ty đã tham gia vào thị trường vệ tinh phát sóng trực tiếp (DBS) bằng cách mua lại Tập đoàn Gardiner có trụ sở tại Texas, một nhà cung cấp linh kiện đĩa vệ tinh.
Vào tháng 12 năm 2003, công ty đã mua lại công ty phần mềm truyền thông Vytek Corp, với giá $ 76,8 triệu USD.
Vào tháng 3 năm 2004, công ty chuyển đến Oxnard, California.  Vào tháng 8, công ty đã đổi tên thành CalAmp Corp 
Vào tháng 5 năm 2006, công ty đã mua lại công ty phát thanh không dây có trụ sở tại Montreal, Canada, Dataradio, để mở rộng kinh doanh truyền thông dữ liệu không dây cho các ứng dụng an toàn công cộng và máy sang máy (M2M).  Nó cũng đã mua các dòng điện thoại di động quản lý tài nguyên từ Carlsbad, California dựa trên vị trí công ty theo dõi Technocom để cung cấp theo dõi tài sản doanh nghiệp và quản lý đội xe ứng dụng.
Vào năm 2007, công ty đã mua lại doanh nghiệp theo dõi xe Aercept từ nhà cung cấp dịch vụ viễn thông không dây AirIQ.
Đến năm 2010, công ty đã tập trung vào việc bán các giải pháp phần cứng và DBS của IoT.
Vào tháng 12 năm 2012, công ty đã tuyên bố mua lại Herndon, nhà cung cấp ứng dụng quản lý đội tàu có trụ sở tại Virginia, Matrix Matrix với giá 53 triệu USD.
Vào tháng 2 năm 2013, công ty đã công bố một đợt chào bán cổ phiếu nhằm mục đích tài trợ cho việc mua Wireless Matrix Corp.
Vào tháng 4 năm 2015, CalAmp đã mua công ty khởi nghiệp viễn thông Crashboxx, nhà cung cấp hệ thống quản lý rủi ro xe cho các công ty bảo hiểm và nhà điều hành đội tàu.  Sản phẩm được sử dụng để ứng phó sự cố và tái thiết tai nạn để giảm thiểu chi phí và giảm thiểu gian lận.
Vào năm 2016, công ty đã ngừng hoạt động kinh doanh DBS và chuyển trọng tâm sang các sản phẩm và dịch vụ viễn thông dựa trên SaaS.  Vào tháng 2, CalAmp tuyên bố họ đã mua lại công ty phục hồi xe bị đánh cắp LoJack Corporation, với giá 134 triệu USD, và thỏa thuận đã đóng cửa vào tháng 3.  Vào tháng Tư, công ty tuyên bố họ sẽ chuyển trụ sở từ Oxnard đến Irvine, California, để tận dụng môi trường công nghệ của khu vực.  Vào tháng 9, công ty đã giới thiệu giải pháp quản lý hàng tồn kho của đại lý ô tô LoJack LotSmart và ứng dụng xe hơi kết nối LoJack SureDrive.
Vào tháng 1 năm 2019, công ty đã ra mắt một thiết bị theo dõi thú cưng có kích thước smartwatch có tên Maven, kết hợp với công ty phần mềm hậu cần CargoSense.

## Sản phẩm và dịch vụ
Công ty kết hợp các sản phẩm viễn thông được kết nối và công nghệ đám mây với các ứng dụng Phần mềm dưới dạng Dịch vụ (SaaS) để thu thập và đánh giá dữ liệu từ tài sản di động, hàng hóa và công ty.  Các dịch vụ vi mô cho các nhiệm vụ cụ thể được phân phối thông qua các ứng dụng của công ty hoặc dưới dạng dịch vụ độc lập.
- Các thiết bị viễn thông được kết nối - công ty phát triển các thiết bị viễn thông thu thập và báo cáo thông tin từ các tài sản từ xa và di động.  Sản phẩm viễn thông bao gồm các đơn vị theo dõi tài sản; thiết bị viễn thông di động; và các cổng và bộ định tuyến không dây cố định và di động hỗ trợ CalAmp và các ứng dụng phần mềm của bên thứ ba.
- Các ứng dụng SaaS - các sản phẩm SaaS của công ty bao gồm một loạt các ứng dụng được thiết kế cho đội tàu và quản lý tài sản, chuỗi cung ứng và thị trường ô tô được kết nối.  Bộ ứng dụng Viễn thông CalAmp bao gồm AssetOutlook, FleetOutlook, GovOutlook và iOn Hour để quản lý đội tàu và tài sản, cũng như Cổng thông tin lệnh SC iOn, được thiết kế để hiển thị chuỗi cung ứng.[21][22]  Các ứng dụng cũng bao gồm Hệ thống khôi phục xe bị đánh cắp LoJack hàng đầu và phần mở rộng thương hiệu LoJack LotSmart, một hệ thống quản lý hàng tồn kho cho các đại lý ô tô và LoJack SureDrive, một ứng dụng xe hơi được kết nối với người tiêu dùng.[19]
- Dịch vụ vi mô - dịch vụ vi mô của công ty bao gồm Crashboxx, dịch vụ ứng phó sự cố cung cấp cảnh báo sự cố tức thời và báo cáo tái thiết tai nạn được sử dụng bởi các công ty bảo hiểm và nhà điều hành đội tàu để giảm chi phí và giảm thiểu gian lận.[15]  Các dịch vụ vi mô khác bao gồm quản lý hành vi lái xe và bảo trì dự đoán.[23]
- Nền tảng đám mây viễn thông CalAmp (CTC) - Nền tảng CTC của CalAmp được sử dụng để triển khai các ứng dụng viễn thông và dịch vụ vi mô của công ty.  Nền tảng thu thập và báo cáo dữ liệu thời gian thực từ các thiết bị và cảm biến viễn thông của nó, để tạo điều kiện thuận lợi cho đội tàu, quản lý tài sản và hàng hóa.[24]  Nền tảng này cũng cho phép tích hợp ứng dụng của bên thứ ba thông qua Giao diện lập trình ứng dụng (API) mở và được thiết kế để tích hợp với Nhà khai thác mạng di động để cung cấp quyền truy cập vào các dịch vụ bổ sung.

## Tập đoàn LoJack
LoJack Corporation được thành lập năm 1986 tại Medfield, Massachusetts, bởi William Reagan, cựu ủy viên cảnh sát Medfield.  Reagan đã cấp bằng sáng chế cho hệ thống LoJack vào năm 1979 và chọn tên của nó để ám chỉ sự đối lập của "không tặc".  Hệ thống này đã sử dụng một bộ thu phát gắn trên xe hơi và một máy tính theo dõi được cài đặt trong xe cảnh sát và máy bay, hoạt động trên tần số theo dõi chuyên dụng do Ủy ban Truyền thông Liên bang dành riêng.  Reagan từng là CEO và Chủ tịch đầu tiên của công ty.
Năm 1998, công ty bắt đầu cung cấp hệ thống theo dõi cho ngành công nghiệp máy móc và xây dựng hạng nặng, bao gồm cả việc ký kết thỏa thuận với Caterpillar.
Vào tháng 3 năm 2012, công ty đã chuyển trụ sở chính đến Canton, Massachusetts.
Vào năm 2013, hệ thống LoJack đã được báo cáo hoạt động tại 28 tiểu bang và Quận Columbia và tại hơn 30 quốc gia.  Công ty báo cáo rằng hơn 1.800 cơ quan thực thi pháp luật Hoa Kỳ có máy tính theo dõi LoJack trong xe cảnh sát của họ.  Vào tháng 11 năm 2013, công ty tuyên bố họ đang mở rộng khả năng theo dõi cho phụ huynh, nhà sản xuất ô tô và công ty bảo hiểm.
Vào tháng 3 năm 2016, công ty đã được CalAmp mua lại với giá 134 triệu đô la.